# Boris Graczow
Boris Pawłowicz Graczow, ros. Борис Павлович Грачёв (ur. 27 marca 1986 w Moskwie) – rosyjski szachista, arcymistrz od 2006 roku.

## Kariera szachowa
W latach 1995–2006 wielokrotnie reprezentował Rosję w mistrzostwach świata oraz Europy juniorów, największy sukces odnosząc w swoim debiucie w São Lourenço, gdzie zdobył tytuł mistrza świata do lat 10. Był również kilkukrotnym medalistą mistrzostw Rosji juniorów, m.in. srebrnym w latach 2000 (do lat 14) oraz 2001 (do lat 16), natomiast w 2006 r. podzielił (wspólnie z Nikitą Witiugowem) I-II m. w kategorii do lat 20.
W 2001 r. zwyciężył w kołowym turnieju w Moskwie, w 2002 r. podzielił I m. (wspólnie z Denisem Jewsiejewem i Dmitrijem Boczarowem) w otwartym turnieju w Samarze, natomiast w 2003 r. zajął I m. w Moskwie. W 2004 r. zdobył w Cappelle-la-Grande pierwszą normę arcymistrzowską, dwie pozostałe uzyskując w 2006 r. w Dagomysie (na drużynowych mistrzostwach Rosji) oraz w Pardubicach. Również w 2006 r. podzielił I m. w Moskwie (2006, wspólnie z Aleksandrem Lastinem) oraz podzielił II m. we Włodzimierzu nad Klaźmą (2006, za Aleksiejem Korniewem, wspólnie z Farruchem Amonatowem). W 2008 r. odniósł kolejny sukces, dzieląc w rozegranych w Płowdiwie indywidualnych mistrzostwach Europy VI-IX m. (po barażach). Podzielił również II m. w openie w Biel (za Władimirem Biełowem, wspólnie z Falko Bindrichem, Borysem Awruchem, Leonidem Kritzem, Ivanem Ivaniseviciem, Christianem Bauerem i Sebastienem Maze). W 2009 r. zwyciężył w arcymistrzowskim turnieju w Lublinie oraz w otwartym turnieju w Biel, natomiast w 2010 r. w kolejnym arcymistrzowskim turnieju rozegranym w Lublinie podzielił I m. wspólnie z Bartłomiejem Macieją i Mateuszem Bartlem. W 2011 r. zwyciężył w kołowym turnieju festiwalu Moscow Open w Moskwie.
Najwyższy ranking w dotychczasowej karierze (stan na wrzesień 2017) osiągnął 1 marca 2012 r., z wynikiem 2705 punktów zajmował wówczas 35. miejsce na światowej liście FIDE, jednocześnie zajmując 11. miejsce wśród rosyjskich szachistów.